# Sokolovići (gmina Rudo)
Sokolovići (cyr. Соколовићи) – wieś w Bośni i Hercegowinie, w Republice Serbskiej, w gminie Rudo. W 2013 roku liczyła 18 mieszkańców.